# 亚马逊活命水
是2024年上映的韩国喜剧动作片，由《限制来电》的导演及《魔女首部曲：誕生》《安市城》等多部电影的剪辑指导金昌柱执导，电影《完美的他人》《极限职业》及电视剧《坏妈妈》的编剧裴世英执笔剧本，柳承龍、陳善圭主演，2024年10月30日在韩国上映。

## 剧情概要
影片讲述在亚马逊偏远地区担任国家射箭队教练的前奖牌得主振峰（柳承龍 饰）遇见拥有神之箭术的原住民战士兼翻译邦植（陳善圭 饰）后，两人展开了一段异想天开的挑战世界锦标赛冒险旅程。

## 演员阵容

### 主要人物
- 柳承龍 饰演 振峰，前国家射箭代表队选手。
- 陳善圭 饰演 邦植，亚马逊当地混血儿出身的翻译。

### 其他人物
- 廉惠蘭 饰演 车秀贤，振峰的妻子。
- 高庚杓 饰演 崔理事，负责在韩国推进振峰的亚马逊项目。
- 全錫浩 饰演 朴科长，振峰同事、崔理事的左膀手臂。
- 伊戈尔·佩德罗索 饰演 锡卡，亚马逊部落出身的弓箭好手。
- 卢安·布鲁姆 饰演 伊巴，亚马逊部落出身的弓箭好手。
- J.B.奥利维拉 饰演 瓦尔布，亚马逊部落出身的弓箭好手。
- 郑秀炫 饰演 日本射箭选手[5]

### 特别出演
- 朴英奎 饰演 崔会长[6]
- 郑顺元 饰演 嘉宾[6]
- 朱賢英 饰演 翻译[6]
- 趙宇鎮 饰演 头目[6]
- 李淳元[6]

## 制作

### 发展
2023年2月17日，媒体报导柳承龍、陳善圭将主演该片，继《极限职业》之后再度合作，并由《我身体里的那个家伙》的导演姜孝镇执导；该片企划阶段片名定为《印第安活命水》，但考虑到与时代不符的表达和可能引起的误会等因素，最终将暂定片名改为《亚马逊活命水》，另译为《亚马逊弓箭高手》。6月，全錫浩在采访中透露自己将出演该片；编剧裴世英在采访中透露该片的剧本已脱稿，拍摄将于7月开始。7月6日，媒体报导高庚杓、廉惠蘭加盟该片。7月7日，正式宣布柳承龍、陳善圭、廉惠蘭、高庚杓、全錫浩及3名巴西演员出演该片，导演最终确定为知名电影剪辑指导金昌柱。

### 拍摄
剧组于2023年7月3日进行剧本围读，主体拍摄于7月5日开始进行，计划在韩国和海外进行拍摄。该片于2023年10月前往巴西取景拍摄。

### 损益平衡点
据韩国媒体报道，该片损益平衡点约为250万观影人次。

## 发行
该片于2024年8月5日发布两款预告海报，9月10日发布角色海报和预告片宣布于10月30日在韩国正式上映。海外版权售至多个国家和地区，新加坡、马来西亚等东南亚国家由Purple Plan发行，越南由Mockingbird Pictures发行、台湾由车库娱乐发行、独联体和波罗的海国家由Paradise发行以及蒙古由The Filmbridge发行。2024年11月27日起上线韩国IPTV和VOD点播平台。

### 票房
《亚马逊活命水》在韩国上映首日以8.83万观影人次夺得单日票房冠军，终结《毒液：最后一舞》自10月23日上映后连续多日蝉联单日冠军的纪录，但仅保持两日即被《毒液：最后一舞》夺回单日票房冠军宝座；首周末以21.24万观影人次位列周末票房榜第2名。